# Ernâni Lopes
Pour les articles homonymes, voir Lopes.
Ernâni Rodrigues Lopes (20 février 1942 à Lisbonne - 2 décembre 2010 à Lisbonne) est un professeur et un homme politique portugais qui a été membre de la Convention européenne.
Ernâni Lopes meurt le 2 décembre 2010, à 68 ans, après des années de lutte contre le cancer.

## Qualifications académiques
- 1964 : bachelier en économie, l'I.S.C.E.F., de l'université technique de Lisbonne
- 1982 : Ph.D. en économie, de l'université catholique du Portugal (UCP)
- 2001 : maîtrise en études européennes, économie politique, de l'Universidade Católica Portuguesa de Lisboa (UCP), Instituto de Estudos Europeus Lisbonne

## Parcours
- 1980-… : professeur d'économie et directeur de l'Institut d'études européennes, Université catholique (UCP) de Lisbonne
- 1983-1985 : ministre de l'économie et du plan du Portugal
- 1997-… : professeur de l'Institut d'études politiques (UCP)
- Président de l'Administration, Gestres-Gestão Estratégica Espírito Santo S.A., Lisbonne
- 2000-… : ambassadeur à Bonn et à Bruxelles et président du Bureau exécutif de la Fondation luso-espagnole
- Président du conseil d'administration du groupe Portugal Telecom (Presidente do Conselho de Administração do Grupo Portugal Telecom[2]).